# Champeaux-sur-Sarthe

Champeaux-sur-Sarthe este o comună în departamentul Orne, Franța. În 1 ianuarie 2022 avea o populație de 160 de locuitori.